# 龔一振
龚一振（？—1607年），字维新，號悦對，江西南昌府进贤县民籍南昌县人，明朝政治人物。

## 生平
万历三十一年（1603年）癸卯科江西乡试舉人，三十二年（1604年）甲辰科进士，工部觀政，三十五年授行人司行人，本年卒。

## 家族
曾祖龔儼。祖父龔憲。父龔琛。母吳氏。具慶下。弟一揚。娶熊氏。